# Émile Pierre
Pour les articles homonymes, voir Pierre.
Ovide Émile Pierre, né le 27 avril 1883 à Mohon (actuellement Charleville-Mézières, Ardennes) et mort le 19 septembre 1969 à Paris (12e arrondissement), est un directeur de la photographie français.

## Biographie

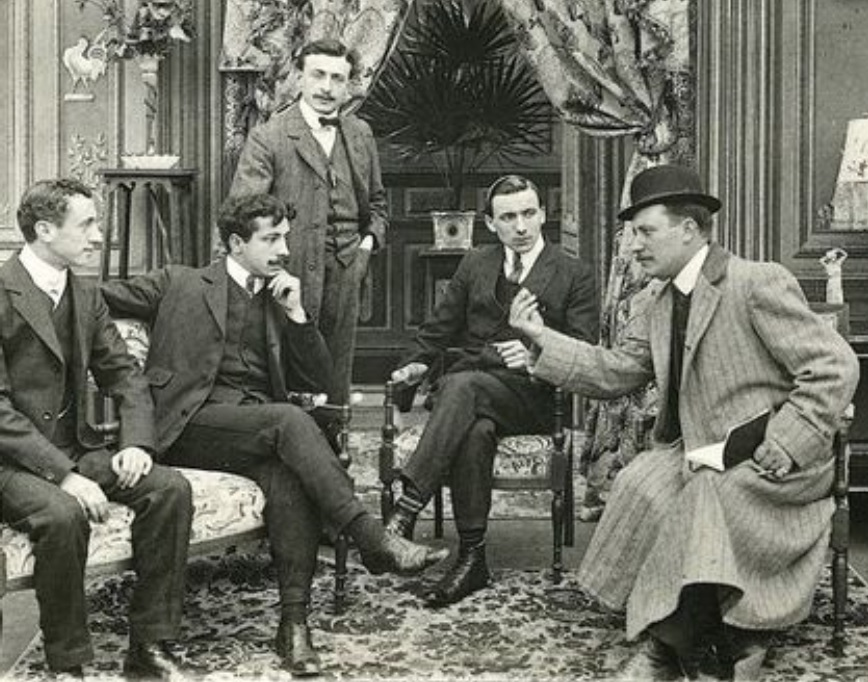
De g. à d., les opérateurs M. Tapis, Paul Guichard, Émile Pierre et Raoul Aubourdier, avec le réalisateur Charles Decroix, vers 1908 dans les studios Pathé

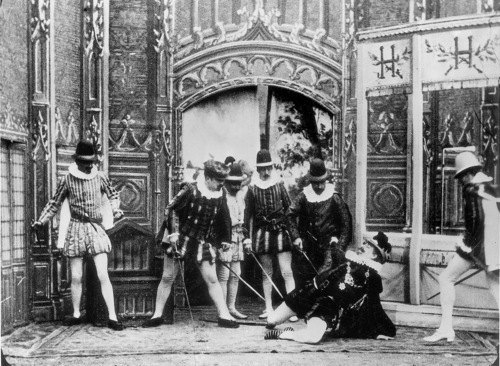
L'Assassinat du duc de Guise (1908), avec Albert Lambert (au sol) dans le rôle-titre

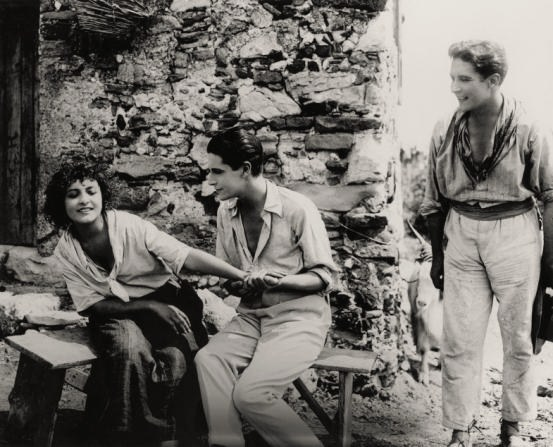
L'Appel du sang (1920), avec Desdemona Mazza, Ivor Novello et Gabriel de Gravone (de g. à d.)

Après un essai dans la sculpture, Émile Pierre s'oriente vers la photographie en 1904 (à 21 ans), intégrant alors la Société Pathé Frères comme photographe, avant des premiers essais de prises de vues documentaires. Puis il débute comme chef opérateur au sein de la compagnie Le Film d'art : il y contribue ainsi au court métrage L'Assassinat du duc de Guise d'André Calmettes et Charles Le Bargy (1908).
Parmi les très nombreux courts métrages qu'il filme, signalons deux séries cinématographiques dédiées aux personnages comiques Arthème Dupin et Polycarpe, dont Arthème opérateur (1913) et La Chemise de Polycarpe (1914), tous deux réalisés par Ernest Servaès.
Jusqu'en 1914, il travaille également au Studio Éclipse (ex. : Aux mains des bandits de Jean Durand en 1911) et revient chez Pathé (ex. : Max et sa belle-mère de et avec Max Linder en 1911). Lorsqu'éclate la Première Guerre mondiale, il est mobilisé d'abord sur le front, avant d'intégrer la Section Cinématographique de l'Armée.
Après la guerre, il travaille à la Société des Films Mercanton (ex. : Miarka, la fille à l'ourse de Louis Mercanton en 1920) et retourne au Film d'art (ex. : La Dame de Monsoreau de René Le Somptier en 1923 et L'Agonie de Jérusalem de Julien Duvivier en 1927).
Par ailleurs, il collabore une première fois avec le réalisateur Abel Gance (à la Société des Films Abel Gance) sur son court métrage Au secours ! (1924), puis une seconde fois sur Napoléon (1927) pour des prises de vues additionnelles.
Occasionnellement cadreur, il participe entre autres à L'Équipage de Maurice Tourneur (1928). 
Après le passage au parlant, il contribue encore à quelques films français (comme cadreur ou directeur de la photographie), retrouvant une dernière fois Julien Duvivier pour La Tête d'un homme (1932). Ses deux derniers films sortent en 1933, dont La Vierge du rocher de Georges Pallu.

## Filmographie partielle

### Comme directeur de la photographie
- 1908 : Le Baiser de Judas d'Armand Bour et André Calmettes
- 1908 : L'Assassinat du duc de Guise d'André Calmettes et Charles Le Bargy
- 1908 : L'Empreinte ou la Main rouge de Paul-Henry Burguet
- 1909 : Le Retour d'Ulysse d'André Calmettes et Charles Le Bargy
- 1909 : Le Chien de Montargis de Georges Monca
- 1909 : La Tosca d'André Calmettes et Charles Le Bargy
- 1911 : Aux mains des bandits de Jean Durand
- 1911 : Max et sa belle-mère de Max Linder
- 1920 : Miarka, la fille à l'ourse de Louis Mercanton
- 1920 : L'Appel du sang de Louis Mercanton
- 1923 : La Dame de Monsoreau de René Le Somptier
- 1924 : Au secours ! d'Abel Gance
- 1926 : L'Homme à l'Hispano de Julien Duvivier
- 1927 : L'Agonie de Jérusalem (ou Révélation) de Julien Duvivier
- 1928 : Le Désir d'Albert Durec
- 1929 : Le Collier de la reine de Gaston Ravel et Tony Lekain
- 1929 : Au Bonheur des Dames de Julien Duvivier
- 1931 : Le Roi des Aulnes de Marie-Louise Iribe
- 1932 : Papa sans le savoir de Robert Wyler
- 1932 : Le Bidon d'or de Christian-Jaque
- 1932 : La Tête d'un homme de Julien Duvivier
- 1933 : En plein dans le mille d'André Chotin
- 1933 : La Vierge du rocher de Georges Pallu

### Autres fonctions
Cadreur, sauf mention contraire
- 1927 : Napoléon d'Abel Gance (prises de vues additionnelles)
- 1928 : L'Équipage de Maurice Tourneur
- 1929 : Figaro de Tony Lekain et Gaston Ravel
- 1931 : Les Vagabonds magnifiques de Gennaro Dini
- 1932 : L'Affaire de la rue Mouffetard de Pierre Weill